# Eyre de Lanux
Eyre de Lanux, née Elizabeth Eyre le 20 mars 1894 à Johnstown, en Pennsylvanie et morte le 8 septembre 1996 à New York, est une artiste, écrivaine et designer américaine.
Elle était surtout connue pour avoir conçu à Paris dans les années 1920 des meubles laqués et des tapis à motifs géométriques, dans le style Art déco. Par la suite, elle a illustré des livres pour enfants.
Elle est morte à New York, âgée de 102 ans.

## Biographie

### Jeunesse et carrière
Née à Johnstown, en Pennsylvanie, elle est la fille aînée de Richard Derby Eyre (1869-1955) et d’Elizabeth Krieger Eyre (1865-1938),,.
Elle étudie l'art à l'Art Students League à Manhattan et expose deux tableaux en 1917, L'Arlésienne et Allegro, à l’occasion de la première exposition annuelle de la Society of Independent Artists.
Au début de 1918, travaillant au bureau de relations avec la presse étrangère du Committee on Public Information à New York, elle y rencontre un Français, Pierre Combret de Lanux (1887-1955), écrivain et diplomate. Il avait été secrétaire de la Nouvelle Revue Française et travaillé en particulier avec André Gide, entre 1908 et 1912. Elizabeth et Pierre se marient le 9 octobre 1918, à New-York,, et, juste après l'Armistice de la Première Guerre mondiale, s’installent au 19 rue Jacob à Paris.
Lorsque le couple de jeunes mariés arrive à Paris, figurent parmi ses relations de nombreux intellectuels que Pierre connaît, comme André Gide, Paul Valéry, Antoine de Saint-Exupéry, Ernest Hemingway et Bernard Berenson.
En 1919-1920, Elizabeth Eyre de Lanux poursuit sa formation artistique dans la capitale parisienne, à l'Académie Ranson puis à l'Académie Colarossi. Elle résume cette période ainsi : « Je n'ai pas peint pendant la guerre [comprendre en 1917 et 1918]. Par la suite, pendant deux ans à Paris, alors que mon mari était occupé par la Conférence de la Paix, j'ai étudié avec Maurice Denis, travaillant à l'Académie Ranson dans le Quartier Latin.  Contrairement à la manière désinvolte dont les artistes français conduisaient leur travail, je m'y suis plongée avec un zèle inédit, car je voulais tirer le meilleur parti de la chance qui m'était offerte » (New-York Sun, 14 mai 1921).
C'est à cette époque qu'elle commence à signer ses œuvres Eyre de Lanux. Elle présente un portrait de la sœur d'Adrienne Monnier au salon d'Automne de 1920.
Elle côtoie le milieu intellectuel parisien mais aussi - et surtout - la petite communauté intellectuelle américaine, et plus largement anglo-saxonne, immigrée dans la capitale, au point de déclarer plus tard : « Paris est franchement devenue désormais une banlieue américaine » (Letters from Elisabeth, Town and Country, 15 mai 1926). Très vite, elle fréquente le salon de l'écrivaine et artiste Natalie Barney, à laquelle elle est présentée par Adrienne Monnier. Ce salon est situé à deux pas de chez elle, au 20 rue Jacob. C'est ainsi qu'elle découvre le milieu lesbien anglo-saxon installé à Paris,.
Ses talents de peintre reconnus, plusieurs connaissances posent pour elle. Certaines sont les sujets d'une série d'œuvres, crayon et lavis, de style cubiste, intitulée "Contours de femmes".
Avec son mari, elle retourne à New-York de septembre 1920 à avril 1922. Ils alterneront ainsi régulièrement des séjours en Europe et aux États-Unis. Elle expose plusieurs de ses œuvres parisiennes en 1921 et 1922 dans des galeries new-yorkaises,. Elle n'exposera de nouveau aux États-Unis qu'une vingtaine d'années plus tard.
De retour à Paris, Eyre de Lanux fréquente assidûment les cercles artistiques et littéraires parisiens, notamment au cabaret Le Bœuf sur le Toit. Elle collabore à la même époque au magazine Town and Country. Pendant deux ans, elle y publie une chronique mensuelle intitulée " Letters of Elizabeth ". Comme le relève Betsy Fahlman, dans le Woman's Art Journal, il ressort des écrits d'Eyre de Lanux un sentiment de supériorité liée à ses origines américaines, bien qu'elle se sente chez elle à Paris : « Avez-vous jamais été coupable, comme je l'ai été, de trouver les Français silencieux ou froids, durs par moments, quand l'enthousiasme des Anglo-Saxons est si naturel et magnifique ? » (Letters from Elisabeth", Town and Country, 1er septembre 1924). « Je crois que les Françaises se méfient, admirent et redoutent les Américaines. Leur beauté physique évidente, leur autorité naturelle, leur absence de religion — la religion au sens général — les intriguent puis les irritent » (Letters from Elisabeth, Town and Country, 15 février 1924). Elle reconnait plus tard avoir été « terriblement snob » dans sa vingtaine.
Sa fille, Anne-Françoise de Lanux, surnommée « Bikou », naît le 19 décembre 1925. À cette époque, Man Ray réalise de nombreux clichés d'elle, seule ou avec sa fille, (une vingtaine de négatifs sont déposés dans les collections du centre Pompidou ; son prénom y est parfois orthographié Elyzabeth).
Eyre de Lanux étudie la technique de la fresque avec Constantin Brancusi, dans le courant des années 1920. Également, il lui « apprend la taille directe et la projection des volumes dans l’espace ». Enfin, il lui apprend à alléger toujours plus son style. En vue de réaliser son interview pour Town and Country, Eyre de Lanux fait la connaissance de la designer de tapis britannique Evelyn Wyld (1882-1973), ancienne associée d'Eileen Gray. Elles noueront une longue relation sentimentale. De 1927 à 1933, les deux femmes travaillent ensemble, créant des meubles modernistes en verre, en cuir de vache, en bois et en laque pour des clients privés. Elles partagent un atelier au 17-19, rue Visconti., là-même où Balzac avait son imprimerie. Wyld crée les tapis et Eyre de Lanux les meubles. Ses meubles modernistes sont considérés parmi les plus sophistiqués de l'époque et sont fréquemment exposés avec ceux d’Eileen Gray et de Jean-Michel Frank.
Eyre de Lanux développe alors une activité de décoratrice d'intérieur : de novembre 1927 à avril 1928, elle est de retour aux États-Unis pour travailler avec l’architecte David Adler à la décoration de la maison de la collectionneuse d’art moderne Isabelle Clow à Lake Forest. Elle aménage ou participe à aménager des appartements et maisons en France et à l’étranger, tels le pied-à-terre du critique d’art néerlandais Jan Heiliger sur l’île Saint-Louis, en 1930, pour lequel Evelyn Wyld et elle s'inspirent d'une gouache de Picasso, ou la maison de Georges Sébastian à Hammamet, en Tunisie.
Eyre et Wyld présentent leur travail lors des expositions annuelles de 1928 et 1929 des Artistes-Décorateurs et, en 1930, lors de la première exposition de l'Union des Artistes Modernes. Après la fermeture de leur atelier parisien, du fait de la crise de 1929, elles tentent de se relancer sur la Côte d'Azur, où Wyld possède une maison. En 1932, les deux femmes ouvrent Décor, magasin dédié à la décoration, à Cannes. Les conséquences de la crise économique ont raison de leur entreprise qui ferme aux derniers jours de 1933. Pour Eyre, ce sera la fin de sa carrière de créatrice de meubles et de décoratrice d'intérieur. Avec Evelyn Wyld, installée à La Roquette-sur-Siagne, près de Cannes, elles échangeront une importante correspondance jusqu'au décès d'Evelyn, au début des années 1970.
En 1933, Eyre et Pierre de Lanux achètent des œuvres d'artistes contemporains. Parmi celles-ci, des œuvres de Picasso, Braque et Picabia. Des années plus tard, la galeriste Betty Parsons (1900-1982), qu'Eyre a certainement connue à Paris, l'aidera à vendre des pièces de leur collection. Nombre d'entre elles seront vendues à perte pour couvrir le train de vie du couple.
À partir de 1935, Pierre de Lanux enchaîne des cycles de conférences aux États-Unis, en alternance avec des séjours en Europe. Il y enseigne notamment l'été au Middlebury College (Vermont). En 1938 et 1939, Eyre de Lanux voyage en Espagne alors que le pays connait la guerre civile. Après le début de la Seconde Guerre mondiale, elle retourne à New York. Son mari l'y rejoint en février 1940. De 1942 à 1945, il est responsable du département de civilisation contemporaine au Collège de Middlebury,. Leur fille est alors scolarisée à la Putney School, dans le Vermont.
En 1943, Eyre de Lanux figure dans l’Exhibition by 31 Women de Peggy Guggenheim à la Art of This Century gallery à New York.

### Une Amazone
Dès le début des années 1920, Elizabeth et Pierre forment un couple libre, s’accordant la possibilité d’avoir des aventures. Sa beauté et son allure androgyne, associées à un caractère affirmé en font l'une des muses de l'époque. De 1923 à 1933, Pierre de Lanux dirige le bureau de Paris de la Société des Nations et, pour cela, réside principalement à Genève. Le couple connaît une alternance de périodes de séparation et de retrouvailles qui donne lieu à une importante correspondance affectueuse. Ainsi, leur mariage dure jusqu’à la mort de Pierre en mars 1955.
Le poète surréaliste Louis Aragon, qui serait tombé amoureux d'elle dès 1919 ou 1920,, lui aurait dédié son poème "Isabelle" de 1919, de manière codée, "à Madame I.R.", lors de sa publication en 1926. Il y parle de son amour pour "une herbe blanche". Leur liaison aurait débuté en mars 1925, peu après la fin de la relation entre Eyre et Natalie Barney, et duré un an. Eyre entretient également une liaison avec l'écrivain Pierre Drieu la Rochelle, entamée au début de 1923 et poursuivie par intermittence. Cette relation prend également fin à cette époque,.
Ses aventures féminines orienteront particulièrement sa vie. Eyre aura une longue liaison avec Natalie Barney. Malgré une relation en dents de scie, elles seront en couple durant plusieurs années. À l'occasion de l'exposition de ses œuvres, en mai 1921, à la Kingore Gallery (668 5th Avenue) de New York, Eyre de Lanux présente un portrait de Barney, identifié comme " Amazone " dans le dépliant de l'exposition.
De nombreuses aventures lui sont attribuées. En particulier, avec Romaine Brooks, compagne de Barney, qui la peint en "Chasseresse", en 1920. Elle-même réalisera un portrait "cubiste" de Brooks, quelques années plus tard.
Eyre de Lanux eut une liaison essentielle avec Consuelo Ford (autrice sous le nom d'Althea Urn). Elle lui adresse des dessins sans équivoque et Arnold Genthe réalise un cliché de leur couple. Eyre de Lanux sera très affectée par son décès en 1969, comme en témoignent les lettres que lui envoie alors Evelyn Wyld. De cette correspondance, se dégage le fait qu'Eyre ait été l'amour de sa vie pour Wyld. Celle-ci parle de sa volonté de "vivre avec"  quand Eyre semble rechercher le changement.
Le Paris des années 1920 aura permis à Eyre ainsi qu'à plusieurs homosexuelles anglo-saxonnes de ses relations de vivre librement leur vie sentimentale et d'exprimer leur talent artistique sans contrainte,,.

### Créations
Ses œuvres sont remarquées dès le début des années 1920, mais c'est surtout quand elle développe du mobilier avec Evelyn Wyld qu'elle connait un certain succès. Comme sa vie personnelle, son travail est marqué d'une certaine audace,,,. « Elle utilise la laque, la marqueterie de paille mais aussi des matières nouvelles pour l’époque comme le liège, l’ambre, le linoléum. Comme Jean-Michel Frank, elle fera appel à la société Chanaux pour réaliser ses meubles »,,,. Sa production sera limitée à quelques années (1927 - 1933). Ce qui explique son oubli progressif. Elle sera remise en lumière dans les années 1980, notamment à l'occasion d'une vente aux enchères, à New-York, en 1989, dont le catalogue reproduit la photo de l'une de ses tables (page 82).
Dans l'article qu'il consacre à Eyre de Lanux, dans AD en septembre 2019, Mitchell Owens la décrit comme en avance sur son temps bien qu'elle n'ait créé des meubles que pendant six ans. Il cite le marchand d'art Louis Bofferding, un inconditionnel de l'artiste : « elle a mis ses talents à l'épreuve à maintes reprises, de manière presque névrotique. Elle se consacrait à l'art, mais elle voulait aussi une vie - l'amour, des enfants, et tellement de sexe qu'aucun genre ne pouvait la satisfaire. Elle a vécu une vie que le mouvement féministe ne fera émerger qu'un demi-siècle plus tard »
L'influence du modernisme et des arts premiers semble être majeur dans son travail. Gray et Wyld qui ont voyagé en Afrique, au début du XXe siècle, en ont ramené techniques, couleurs et motifs. De son côté, Eyre de Lanux a étudié l'art améridien au Smithsonian. Certains motifs traditionnels se retrouvent dans ses créations. Eyre de Lanux aurait également appris la technique des meubles laqués d'Eileen Gray qui travaille jusqu'en 1930 avec le maître japonais Seizo Sugawara, venu à Paris en 1906 pour restaurer des pièces laquées envoyées par le Japon pour l'Exposition universelle de 1900. Eyre a peut-être elle-même été élève de Sugawara ou bien ce dernier, dont l'atelier est installé à proximité, au 11 rue Guénégaud, a-t-il réalisé les laques lui-même.
Selon Isabelle Anscombe, Eyre de Lanux aurait déclaré, dans un article consacré à un appartement dédié à une riche cliente américaine, que « le chic de [cet] appartement est censé être sa simple extravagance - vous voyez ce que je veux dire. Il y a peu de choses, mais c'est le nec plus ultra ». Elle y décrit son style en matière de décoration en expliquant « qu'elle visait une "sobriété coûteuse" en combinant la somptuosité des ébénistes de l'Art déco avec les intérieurs rationnels et simples des modernistes ».

### Après 1945
Eyre de Lanux retourne à Paris en 1945. Elle y retrouve ses amis dont Picasso, Brancusi ou Neruda. À Rome, en 1948, elle rencontre Paolo Casagrande. Jeune écrivain italien, de la moitié de son âge, il sera l'objet d'un amour et d'une correspondance passionnés. Pour lui, elle s'installe à Rome, au 53 via Magrutta. Elle revient à la peinture de fresques de manière intensive au cours de ce séjour romain. Les expositions de ses fresques auront lieu, chez Alexander Lolas à New York en 1952 et en 1960, à Paris, chez Le Sillon.
Avec Paolo Casagrande, elle effectue de longs voyages dans le sud de l'Italie, en Sicile, en Grèce et au Maroc. En séjournant dans ce dernier pays, en 1951 et 1952, Eyre de Lanux prend des notes pour de futures nouvelles. Revenue en France, elle rédige de courts récits sur ses voyages. La Place de la Destruction est publiée en mai 1955 dans La Nouvelle Revue française, et The House in the Medina paraît dans Harper's Bazaar en novembre 1963. Ses carnets de croquis, aquarelles et fresques de cette période révèlent sa fascination pour les paysages d'Afrique du Nord.
Eyre de Lanux se détourne de la création artistique pour se consacrer à la littérature à partir des années 1960,.
Son mari étant décédé en 1955, elle revient s'installer définitivement à New-York, dans un studio situé dans l'immeuble "Picasso", au 210 East 58th Street, en mars 1961. Dans ses écrits, elle exprime son souhait de s'éloigner de Paolo : « lui écrire tous les jours mais n'envoyer le courrier qu'occasionnellement »,.
Dans les années 1960, elle écrit pour Harper's Bazaar. Le New-Yorker publie plusieurs de ses nouvelles : Montegufoni (1966), Cot no 11(1968) et Putu (1972). Au cours de ses dernières années, elle écrit des livres pour enfants qu’elle illustre.
Son dernier séjour à Paris date de 1978.

### Fin de vie
Atteinte de cécité à partir de 1979, Eyre de Lanux développe néanmoins des projets jusqu'à la fin de sa vie. Elle meurt le dimanche 8 septembre 1996, à l'âge de 102 ans, au Dewitt Nursing Home, une maison de retraite de Manhattan, où elle avait été admise quelques semaines auparavant,.
À sa mort, sa fille, Anne de Lanux-Strong, vit en Californie ainsi que l'un de ses deux petits-fils, Nicholas Eyre ; le deuxième, Paul Eyre, est établi à Honolulu. Ce dernier et sa mère font alors don de nombreuses archives d'Eyre de Lanux aux Archives of American Art et fournissent des éléments biographiques détaillés.